# Richard de Lingèvres
Richard de Lingèvres († 1155) est un chevalier normand de la région de Bayeux qui s'expatria en Italie méridionale où il se mit au service au roi Roger II de Sicile.
Arrivé dans le royaume siculo-normand peu avant 1146, il y mena une brillante carrière militaire et le roi Roger le nomma comte d'Andria dans les Pouilles.
En 1146, lors de l'attaque siculo-normande de Tripoli (actuelle Libye), Richard de Lingèvres fut selon le chroniqueur normand Robert de Torigni, l'un des chefs de l'expédition les plus braves. En 1155, il s'illustra contre les forces byzantines de l'empereur Manuel Comnène qui avaient envahi l'Apulie. Selon l'historien byzantin Jean Cinnamus, il joua un rôle important aux côtés du chancelier Asketil lors de l'offensive de l'armée du roi Guillaume de Sicile contre les forces d'invasions byzantines débarquées en Apulie au printemps 1155, mais Richard fut tué au combat sous les murs d'Andria à la fin de l'été de la même année,.